# Fabiola Rueda-Oppliger
Pour les articles homonymes, voir Rueda et Oppliger.
Rueda  García est un nom espagnol. Le premier nom de famille, en général paternel, est Rueda ; le second, en général maternel, souvent omis, est García.
Luz Fabiola Rueda García, mariée Oppliger (née le 26 mars 1963 à Bucaramanga) est une athlète suisse d'origine colombienne. Marathonienne et athlète de course à pied de haut niveau spécialisée en course en montagne, elle a remporté deux titres de championne du monde de course en montagne en 1987 et 1988.

## Biographie

### Débuts et succès sur piste
Née dans une famille modeste, Fabiola assume le rôle maternel auprès de ses huit frères et sœurs après le décès de sa mère. Elle parvient toutefois à trouver des instants pour assouvir sa passion de la course à pied malgré les réticences de son père. Repérée par l'entraîneur Giovanni Vega, elle suit alors un programme d'entraînement structuré et démontre d'excellents résultats sur piste dans les courses de demi-fond. Elle remporte son premier succès en décrochant la médaille d'argent du 3 000 mètres en 9 min 40 s 10 lors des championnats d'Amérique centrale et des Caraïbes d'athlétisme 1983 à La Havane. En septembre, elle prend part aux championnats ibéro-américains d'athlétisme à Barcelone et se pare de bronze en 9 min 27 s 59, signant son record personnel du 3 000 mètres.
Le 19 janvier 1985, elle prend part aux Jeux mondiaux en salle à Paris. Elle se classe septième du 3 000 mètres en 10 min 7 s 18, établissant un nouveau record national. Elle s'illustre ensuite aux championnats d'Amérique du Sud d'athlétisme 1985 à Santiago en remportant la médaille de bronze sur 1 500 et 3 000 mètres.
En juillet 1986, elle prend part aux Jeux d'Amérique centrale et des Caraïbes à Santiago de los Caballeros. Elle remporte la médaille d'or sur 3 000 mètres en 9 min 30 s 25, battant la tenante du titre, la Cubaine Sergia Martínez. En fin d'année, elle participe à la Corrida de la Saint-Silvestre au Brésil où elle le Suisse Daniel Oppliger dont elle tombe amoureuse. Elle s'installe avec lui en Suisse à Corsier. Ce dernier devient son entraîneur et la réoriente vers la course de montagne et le marathon, estimant que son petit gabarit l'avantage dans les courses d'endurance.

### Transition à la course en montagne
Fin juillet 1987, elle prend part à sa dernière compétition internationale en Amérique du Sud lors des championnats d'Amérique centrale et des Caraïbes d'athlétisme à Caracas. Elle y décroche la médaille de bronze sur 1 500 mètres et 3 000 mètres. Deux semaines plus tard, elle met en application ses entraînements de course en montagne en prenant le départ de Sierre-Zinal. Effectuant une solide course, elle décroche de manière discrète la troisième marche du podium en 3 h 24 min 14 s derrière les Britanniques Véronique Marot et Sally Goldsmith mais en battant de justesse la championne du monde de course en montagne 1986 Carol Haigh. Peu connue dans cette discipline spécialisée, elle crée la sensation le 22 août à Lenzerheide en dominant facilement l'épreuve féminine du Trophée mondial de course en montagne et devient la première athlète sud-américaine à décrocher une médaille internationale en course en montagne. Elle confirme son talent pour la discipline en remportant la course du Cervin une semaine plus tard en battant Karin Möbes.
Elle démontre ses excellentes qualités de coureuse en montagne en alignant les victoires durant la saison 1988 de la Coupe internationale de la montagne, battant les records à Cressier-Chaumont, Neirivue-Moléson, à la course de montagne du Torrenthorn ou encore à Frutigen-Adelboden. Elle voit cependant Madeleine Nyffenegger la menacer au classement général mais finit par s'imposer pour 17 points. Elle remporte la victoire à la course Montreux-Les-Rochers-de-Naye en établissant un nouveau record de 1 h 45 min 57 s qui tiendra pendant 16 ans. Jusqu'en 2010, elle remporte en tout onze victoires, ce qui lui vaut le surnom de « Reine Fabiola ». Le 15 octobre, elle assume son rôle de favorite lors du Trophée mondial de course en montagne à Keswick et mène la course de bout en bout. Elle s'impose aisément avec plus d'une minute d'avance sur la Suissesse Gaby Schütz et décroche son deuxième titre.
Le 29 janvier, elle se rend à Buéa pour participer à la course Guinness du Mont Cameroun, faisant face à la tenante du titre, la Britannique Helene Diamantides. Fabiola domine les débats et s'impose en 4 h 42 min 32 s, battant de près d'une demi-heure le record d'Helene. Elle remporte ensuite la victoire à la montée de l'Alpe d'Huez, établissant le record actuel à 1 h 05 min. Le 16 septembre, elle voit une rivale de taille au Trophée mondial de course en montagne à Châtillon-en-Diois en la personne d'Isabelle Guillot. Portée par son public, cette dernière effectue une excellente course et parvient à doubler Fabiola pour remporter le titre.
Elle termine deuxième du marathon des Hauts-de-Seine en 1990, établissant son record personnel à 2 h 36 min 03 s.
Elle se marie en décembre 1988 et acquiert la nationalité suisse. Elle continue de représenter son pays d'origine encore quelque temps, notamment aux championnats du monde d'athlétisme 1991 à Tokyo où elle termine 15ème et devient ainsi la première athlète colombienne à représenter son pays sur la distance du marathon lors d'un championnat du monde.
Elle court ensuite pour la Suisse et décroche plusieurs titres nationaux: championne de 10 000 mètres en 1996 et 1998, course en montagne en 2000 et 2001, et marathon en 2006.
En 2013, à 50 ans, elle remporte une nouvelle fois la montée de l'Alpe d'Huez.

## Palmarès

### Piste
| Année | Compétition                                                           | Lieu                       | Place | Épreuve  | Performance    |
| ----- | --------------------------------------------------------------------- | -------------------------- | ----- | -------- | -------------- |
| 1982  | Championnats d'Amérique centrale et des Caraïbes d'athlétisme juniors | Bridgetown                 | 2e    | 3 000 m  | 10 min 8 s 00  |
| 1983  | Championnats d'Amérique centrale et des Caraïbes d'athlétisme         | La Havane                  | 2e    | 3 000 m  | 9 min 40 s 10  |
| 1983  | Jeux panaméricains                                                    | Caracas                    | 4e    | 3 000 m  | 9 min 47 s 59  |
| 1983  | Jeux panaméricains                                                    | Caracas                    | 5e    | 1 500 m  | 4 min 26 s 05  |
| 1983  | Championnats ibéro-américains d'athlétisme                            | Barcelone                  | 3e    | 3 000 m  | 9 min 27 s 59  |
| 1983  | Championnats ibéro-américains d'athlétisme                            | Barcelone                  | 5e    | 1 500 m  | 4 min 20 s 94  |
| 1985  | Jeux mondiaux en salle                                                | Paris                      | 7e    | 3 000 m  | 10 min 7 s 18  |
| 1985  | Championnats d'Amérique du Sud d'athlétisme                           | Santiago                   | 3e    | 1 500 m  | 4 min 22 s 63  |
| 1985  | Championnats d'Amérique du Sud d'athlétisme                           | Santiago                   | 3e    | 3 000 m  | 9 min 31 s 10  |
| 1986  | Jeux d'Amérique centrale et des Caraïbes                              | Santiago de los Caballeros | 1re   | 3 000 m  | 9 min 30 s 25  |
| 1987  | Championnats d'Amérique centrale et des Caraïbes d'athlétisme         | Caracas                    | 3e    | 1 500 m  | 4 min 34 s 89  |
| 1987  | Championnats d'Amérique centrale et des Caraïbes d'athlétisme         | Caracas                    | 3e    | 3000 m   | 9 min 59 s 13  |
| 1996  | Championnats suisses de 10 000 m                                      | Colombier                  | 1re   | 10 000 m | 35 min 22 s 58 |
| 1998  | Championnats suisses de 10 000 m                                      | Martigny                   | 1re   | 10 000 m | 35 min 21 s 97 |

### Route
| Année | Compétition                            | Lieu              | Place | Épreuve          | Temps           |
| ----- | -------------------------------------- | ----------------- | ----- | ---------------- | --------------- |
| 1988  | Semi-marathon de Monza                 | Monza             | 1re   | Semi-marathon    | 1 h 14 min 1 s  |
| 1988  | Grand Prix de Berne                    | Berne             | 2e    | 10 miles         | 58 min 5 s      |
| 1988  | Marathon de Lille                      | Lille             | 1re   | Marathon         | 2 h 42 min 25 s |
| 1988  | Morat-Fribourg                         | Fribourg          | 4e    | Course populaire | 1 h 5 min 31 s  |
| 1988  | Corrida bulloise                       | Bulle             | 2e    | Course populaire | 9 min 47 s      |
| 1989  | Course de Chiètres                     | Chiètres          | 1re   | 15 kilomètres    | 55 min 26 s     |
| 1989  | Marathon de Nice                       | Nice              | 1re   | Marathon         | 2 h 42 min 51 s |
| 1989  | Grand Prix de Berne                    | Berne             | 2e    | 10 miles         | 56 min 30 s     |
| 1989  | Semi-marathon Marvejols-Mende          | Marvejols         | 1re   | Semi-marathon    | 1 h 32 min 15 s |
| 1990  | Course de Chiètres                     | Chiètres          | 1re   | 15 kilomètres    | 53 min 1 s      |
| 1990  | Marathon de Rouen                      | Rouen             | 1re   | Marathon         | 2 h 43 min 29 s |
| 1990  | Grand Prix de Berne                    | Berne             | 2e    | 10 miles         | 56 min 8 s      |
| 1990  | Marathon de Lyon                       | Lyon              | 1re   | Marathon         | 2 h 40 min 11 s |
| 1990  | Semi-marathon Marvejols-Mende          | Marvejols         | 1re   | Semi-marathon    | 1 h 27 min 56 s |
| 1990  | Marathon de Lille                      | Lille             | 1re   | Marathon         | 2 h 37 min 46 s |
| 1990  | Marathon des Hauts-de-Seine            | Puteaux           | 2e    | Marathon         | 2 h 36 min 3 s  |
| 1990  | Marathon Romacapitale                  | Rome              | 1re   | Marathon         | 2 h 37 min 39 s |
| 1991  | Marathon de Rome                       | Rome              | 1re   | Marathon         | 2 h 39 min 31 s |
| 1991  | Marathon de Madrid                     | Madrid            | 1re   | Marathon         | 2 h 38 min 45 s |
| 1991  | Championnats du monde d'athlétisme     | Tokyo             | 15e   | Marathon         | 2 h 41 min 51 s |
| 1991  | Morat-Fribourg                         | Fribourg          | 2e    | Course populaire | 1 h 3 min 26 s  |
| 1991  | Marathon de Reims                      | Reims             | 1re   | Marathon         | 2 h 38 min 8 s  |
| 1991  | Marathon de Majorque                   | Calvià            | 2e    | Marathon         | 2 h 39 min 36 s |
| 1991  | Course de la Saint-Sylvestre de Zurich | Zurich            | 1re   | Course populaire | 22 min 42 s     |
| 1992  | Marathon de Marrakech                  | Marrakech         | 2e    | Marathon         | 2 h 38 min 23 s |
| 1992  | Semi-marathon de Divonne               | Divonne-les-Bains | 1re   | Semi-marathon    | 1 h 17 min 28 s |
| 1992  | Marathon de Lyon                       | Lyon              | 1re   | Marathon         | 2 h 49 min 57 s |
| 1992  | Marathon de Montréal                   | Montréal          | 2e    | Marathon         | 2 h 45 min 59 s |
| 1993  | Marathon de Marrakech                  | Marrakech         | 3e    | Marathon         | 2 h 44 min 42 s |
| 1993  | Course de Chiètres                     | Chiètres          | 3e    | 15 kilomètres    | 56 min 11 s     |
| 1994  | Marathon de Lausanne                   | Lausanne          | 2e    | Marathon         | 2 h 45 min 27 s |
| 1995  | Tahiti-Moorea Marathon                 | Papetoai          | 1re   | Marathon         | 2 h 57 min 36 s |
| 1995  | Morat-Fribourg                         | Fribourg          | 1re   | Course populaire | 1 h 3 min 55 s  |
| 1996  | 20 km de Lausanne                      | Lausanne          | 1re   | 20 kilomètres    | 1 h 10 min 50 s |
| 1996  | Morat-Fribourg                         | Fribourg          | 4e    | Course populaire | 1 h 4 min 8 s   |
| 1996  | Marathon de Lausanne                   | Lausanne          | 1re   | Marathon         | 2 h 37 min 32 s |
| 1997  | Morat-Fribourg                         | Fribourg          | 4e    | Course populaire | 1 h 4 min 26 s  |
| 1997  | Marathon de Lausanne                   | Lausanne          | 2e    | Marathon         | 2 h 43 min 40 s |
| 1998  | 20 km de Lausanne                      | Lausanne          | 1re   | 20 kilomètres    | 1 h 14 min 36 s |
| 1998  | Morat-Fribourg                         | Fribourg          | 3e    | Course populaire | 1 h 4 min 4 s   |
| 2000  | 20 km de Lausanne                      | Lausanne          | 1re   | 20 kilomètres    | 1 h 11 min 31 s |
| 2000  | Championnats suisses de marathon       | Lausanne          | 3e    | Marathon         | 2 h 49 min 45 s |
| 2001  | Egyptian Marathon                      | Louxor            | 1re   | Marathon         | 3 h 18 min 33 s |
| 2001  | 20 km de Lausanne                      | Lausanne          | 2e    | 20 kilomètres    | 1 h 7 min 23 s  |
| 2002  | 20 km de Lausanne                      | Lausanne          | 2e    | 20 kilomètres    | 1 h 14 min 45 s |
| 2005  | 20 km de Lausanne                      | Lausanne          | 2e    | 20 kilomètres    | 1 h 16 min 16 s |
| 2005  | Marathon de Genève                     | Genève            | 2e    | Marathon         | 2 h 56 min 8 s  |
| 2005  | Course féminine suisse                 | Berne             | 1re   | 10 kilomètres    | 36 min 42 s     |
| 2006  | Semi-marathon de San Cristobal         | San Cristobal     | 1re   | Semi-marathon    | 1 h 17 min 54 s |
| 2006  | Morat-Fribourg                         | Fribourg          | 6e    | Course populaire | 1 h 6 min 9 s   |
| 2006  | Championnats suisses de marathon       | Riehen            | 1re   | Marathon         | 2 h 49 min 28 s |
| 2006  | Semi-marathon Aphrodite                | Paphos            | 1re   | Semi-marathon    | 1 h 21 min 35 s |
| 2007  | Semi-marathon de Mumbai                | Mumbai            | 1re   | Semi-marathon    | 1 h 26 min 44 s |
| 2007  | Semi-marathon de Lausanne              | Lausanne          | 2e    | Semi-marathon    | 1 h 22 min 18 s |
| 2008  | Semi-marathon de San Cristobal         | San Cristobal     | 2e    | Semi-marathon    | 1 h 29 min 13 s |
| 2009  | Semi-marathon de Genève                | Genève            | 2e    | Semi-marathon    | 1 h 23 min 3 s  |
| 2017  | Course de Meinier (Courir pour Aider)  | Meinier           | 1re   | 10 kilomètres    | 40 min 33 s     |

### Course en montagne
| no  | féminin            | Course                                             | Longueur | Départ            | Temps           |
| --- | ------------------ | -------------------------------------------------- | -------- | ----------------- | --------------- |
|     | Médaille de bronze | Sierre-Zinal                                       | 31 km    | 9 août 1987       | 3 h 12 min 52 s |
| 1re | Médaille d'or      | Trophée mondial de course en montagne              | 7,6 km   | 23 août 1987      | 35 min 47 s     |
| 60e | Médaille d'or      | Course du Cervin                                   | 12 km    | 30 août 1987      | 1 h 11 min 54 s |
|     | Médaille d'or      | Course Montreux-Les-Rochers-de-Naye                | 18,8 km  | 26 juin 1988      | 1 h 45 min 57 s |
| 52e | Médaille d'argent  | Sierre-Crans-Montana                               | 14,7 km  | 31 juillet 1988   | 1 h 11 min 23 s |
|     | Médaille d'argent  | Sierre-Zinal                                       | 31 km    | 14 août 1988      | 3 h 10 min 15 s |
|     | Médaille d'or      | Neirivue-Moléson                                   | 20 km    | 21 août 1988      | 1 h 59 min 38 s |
|     | Médaille d'argent  | Saint-Julien-Le Salève                             | 19 km    | 18 septembre 1988 | 1 h 29 min 15 s |
| 1re | Médaille d'or      | Trophée mondial de course en montagne              | 7,5 km   | 15 octobre 1988   | 38 min 11 s     |
|     | Médaille d'or      | Course Guinness du mont Cameroun                   | 31 km    | 29 janvier 1989   | 4 h 42 min 32 s |
|     | Médaille d'or      | Course Montreux-Les-Rochers-de-Naye                | 18,8 km  | 25 juin 1989      | 1 h 46 min 30 s |
| 40e | Médaille d'argent  | Sierre-Crans-Montana                               | 14,7 km  | 30 juillet 1989   | 1 h 8 min 10 s  |
|     | Médaille d'or      | Neirivue-Moléson                                   | 20 km    | 20 août 1989      | 2 h 4 min 7 s   |
|     | Médaille d'or      | Montée de l'Alpe d'Huez                            | 13,8 km  | 1989              | 1 h 5           |
| 2e  | Médaille d'argent  | Trophée mondial de course en montagne              | 7,7 km   | 16 septembre 1989 | 38 min 55 s     |
|     | Médaille d'or      | Course Montreux-Les-Rochers-de-Naye                | 18,8 km  | 24 juin 1990      | 1 h 56 min 10 s |
|     | Médaille d'argent  | Sierre-Crans-Montana                               | 14,7 km  | 29 juillet 1990   | 1 h 9 min 18 s  |
|     | Médaille d'or      | Neirivue-Moléson                                   | 20 km    | 19 août 1990      | 1 h 55 min 41 s |
|     | Médaille d'or      | Course Montreux-Les-Rochers-de-Naye                | 18,8 km  | 30 juin 1991      | 1 h 46 min 1 s  |
|     | Médaille d'or      | Neirivue-Moléson                                   | 20 km    | 18 août 1991      | 1 h 57 min 1 s  |
|     | Médaille d'or      | Montée du Poupet                                   | 17,5 km  | 24 mai 1992       | 1 h 19 min 44 s |
|     | Médaille d'or      | Neirivue-Moléson                                   | 20 km    | 16 août 1992      | 2 h 0 min 43 s  |
|     | Médaille d'or      | Course du Cervin                                   | 12 km    | 30 août 1992      | 1 h 10 min 50 s |
|     | Médaille d'or      | Marathon de la Jungfrau                            | 42,2 km  | 24 septembre 1994 | 3 h 34 min 1 s  |
|     | Médaille d'argent  | Thyon-Dixence                                      | 16,35 km | 6 août 1995       | 1 h 29 min 28 s |
| 2e  | Médaille d'argent  | Championnats suisses de course en montagne         | 11,2 km  | 30 juin 1996      | 1 h 2 min 16 s  |
|     | Médaille d'or      | Course de montagne du Danis                        | 10,4 km  | 14 juillet 1996   | 44 min 35 s     |
|     | Médaille d'or      | Thyon-Dixence                                      | 16,35 km | 4 août 1996       | 1 h 28 min 17 s |
|     | Médaille de bronze | Marathon de la Jungfrau                            | 42,2 km  | 7 septembre 1996  | 3 h 34 min 43 s |
|     | Médaille d'or      | Montée du Poupet                                   | 17,5 km  | 25 mai 1997       | 1 h 13 min 39 s |
|     | Médaille d'or      | Course Montreux-Les-Rochers-de-Naye                | 20,3 km  | 29 juin 1997      | 2 h 3 min 54 s  |
|     | Médaille d'argent  | Marathon de la Jungfrau                            | 42,2 km  | 6 septembre 1997  | 3 h 32 min 2 s  |
|     | Médaille de bronze | Championnats suisses de course en montagne         | 8,8 km   | 24 mai 1998       | 54 min 30 s     |
|     | Médaille d'or      | Montée du Poupet                                   | 17,5 km  | 31 mai 1998       | 1 h 13 min 42 s |
|     | Médaille d'or      | Course Montreux-Les-Rochers-de-Naye                | 20,3 km  | 28 juin 1998      | 1 h 53 min 18 s |
|     | Médaille d'argent  | Thyon-Dixence                                      | 16,35 km | 2 août 1998       | 1 h 31 min 45 s |
|     | Médaille d'or      | Saint-Julien-Le Salève                             | 19 km    | 1998              | 1 h 27 min 15 s |
|     | Médaille d'or      | Montée du Poupet                                   | 17,5 km  | 23 mai 1999       | 1 h 12 min 42 s |
|     | Médaille d'argent  | Championnats suisses de course en montagne         | 12,3 km  | 20 juin 1999      | 1 h 5 min 39 s  |
|     | Médaille d'or      | Course Montreux-Les-Rochers-de-Naye                | 20,3 km  | 27 juin 1999      | 1 h 56 min 20 s |
|     | Médaille d'or      | Course du glacier                                  | 16,7 km  | 4 juillet 1999    | 1 h 40 min 40 s |
|     | Médaille d'or      | Saint-Julien-Le Salève                             | 19 km    | 1999              | 1 h 29 min 35 s |
|     | Médaille d'or      | Championnats suisses de course en montagne         | 12 km    | 21 mai 2000       | 59 min 7 s      |
|     | Médaille d'or      | Course Montreux-Les-Rochers-de-Naye                | 20,3 km  | 25 juin 2000      | 1 h 56 min 10 s |
| 39e | Médaille de bronze | Course Montreux-Les-Rochers-de-Naye                | 20,3 km  | 24 juin 2001      | 2 h 3 min 44 s  |
| 1re | Médaille d'or      | Championnats suisses de course en montagne         | 11,2 km  | 26 août 2001      | 58 min 57 s     |
| 48e | Médaille d'argent  | Championnats suisses de course en montagne         | 10,6 km  | 22 juin 2002      | 1 h 16 min 7 s  |
| 37e | Médaille d'argent  | Course Montreux-Les-Rochers-de-Naye                | 20,3 km  | 30 juin 2002      | 2 h 5 min 43 s  |
| 18e | Médaille d'or      | Course Montreux-Les-Rochers-de-Naye                | 20,3 km  | 29 juin 2003      | 2 h 1 min 12 s  |
| 5e  | Médaille d'argent  | World Masters Mountain Running Championships - W40 | 10 km    | 19 septembre 2003 | 50 min 47 s     |
| 21e | Médaille d'argent  | Course Montreux-Les-Rochers-de-Naye                | 18,8 km  | 26 juin 2005      | 1 h 55 min 31 s |
| 49e | 4e                 | Marathon de Zermatt                                | 42,2 km  | 2 juillet 2005    | 4 h 0 min 25 s  |
| 52e | Médaille d'argent  | Championnats suisses de course en montagne         | 11,8 km  | 22 juin 2002      | 1 h 5 min 34 s  |
| 19e | Médaille d'or      | Course Montreux-Les-Rochers-de-Naye                | 18,8 km  | 25 juin 2006      | 1 h 53 min 33 s |
| 2e  | Médaille d'argent  | World Masters Mountain Running Championships - W40 | 7,9 km   | 24 septembre 2006 | 59 min 17 s     |
| 25e | Médaille d'argent  | Course Montreux-Les-Rochers-de-Naye                | 18,8 km  | 24 juin 2007      | 1 h 52 min 43 s |
| 33e | Médaille d'argent  | Course Montreux-Les-Rochers-de-Naye                | 18,8 km  | 12 juillet 2009   | 1 h 54 min 14 s |
| 55e | Médaille d'or      | Course Montreux-Les-Rochers-de-Naye                | 18,8 km  | 11 juillet 2010   | 2 h 0 min 12 s  |
| 27e | Médaille d'or      | Montée de l'Alpe d'Huez                            | 13,8 km  | 15 août 2013      | 1 h 18 min 7 s  |

## Records
| Épreuve       | Épreuve       | Performance       | Date              | Lieu          |
| ------------- | ------------- | ----------------- | ----------------- | ------------- |
| 1 500 mètres  | 1 500 mètres  | 4 min 22 s 63     | 15 septembre 1985 | Santiago      |
| Mile          | Mile          | 4 min 59 s 8 (RN) | 19 avril 1984     | Villavicencio |
| 3 000 mètres  | Plein air     | 9 min 27 s 59     | 23 septembre 1983 | Barcelone     |
| 3 000 mètres  | En salle      | 10 min 7 s 18     | 19 janvier 1985   | Paris         |
| 5 000 mètres  | 5 000 mètres  | 16 min 44 s 18    | 15 août 1991      | Aarau         |
| 10 000 mètres | 10 000 mètres | 35 min 21 s 97    | 23 août 1998      | Martigny      |
| 5 kilomètres  | 5 kilomètres  | 16 min 50 s 7     | 10 décembre 2006  | Zurich        |
| 10 kilomètres | 10 kilomètres | 35 min 6 s        | 3 janvier 1988    | Santos        |
| 15 kilomètres | 15 kilomètres | 53 min 1 s 0      | 17 mars 1990      | Chiètres      |
| 10 miles      | 10 miles      | 56 min 8 s 7      | 8 avril 1990      | Berne         |
| Semi-marathon | Semi-marathon | 1 h 14 min 1 s    | 6 mars 1988       | Monza         |
| 25 kilomètres | 25 kilomètres | 1 h 34 min 28 s   | 6 avril 1991      | Nidau         |
| Marathon      | Marathon      | 2 h 36 min 3 s    | 16 septembre 1990 | Puteaux       |